# Gymnothorax nudivomer
Espèce
Gymnothorax nudivomer, communément nommée la murène à gueule jaune, est une espèce de poissons de la famille des Muraenidae.

## Description
La murène à gueule jaune est une murène de grande taille qui peut atteindre une longueur maximale de 180 cm, cependant les spécimens habituellement rencontrés sont plus petits.
Son corps serpentiforme possède une teinte de fond brun clair et son corps est parsemé de petits points blancs cerclés de brun. La taille de ces points est relativement réduite au niveau de la tête et va en s'agrandissant vers la queue.
La marque la plus caractéristique de cette murène est la couleur jaune de l'intérieur de sa bouche. L'ouverture de l'orifice branchial est sombre.

## Distribution & habitat
La murène à gueule jaune est présente dans les eaux tropicales et subtropicales du bassin Indo-Pacifique soit des côtes orientales de l'Afrique, Mer Rouge incluse, aux îles océaniques du Pacifique comme Hawaï et la Polynésie et du sud du Japon à la grande barrière de corail et la Nouvelle-Calédonie.
Cette murène fréquente en général les pentes externes des récifs coralliens, la journée elle se repose à l'abri dans les anfractuosités du récif entre la surface et 271 mètres de profondeur mais avec une profondeur moyenne de 30 mètres,.

## Biologie
La murène à gueule jaune est un carnivore solitaire et benthique, la nuit venue elle sort de son repaire et chasse activement ses proies, constituées de poissons.